# Disco Edison

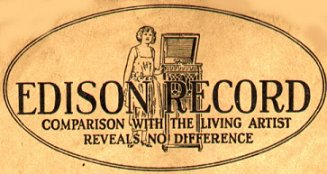
Logotipo en una funda de Edison Records (hacia 1910)

El Disco Edison o Disco Diamond (nombre original en inglés: Edison Diamond Disc Record) es un tipo de disco fonográfico comercializado por la compañía Thomas A. Edison, Inc. en su sello Edison Record desde 1912 hasta 1929. La denominación Diamond hacía referencia a que el fonógrafo Edison diseñado para reproducirlos estaba equipado con una aguja permanente especial que disponía en la punta de un diamante cónico. El tipo de surco de grabación vertical de los Diamond era incompatible con los fonógrafos diseñados para discos de grabación lateral, como por ejemplo el Victor Victrola, cuyas agujas de acero desechables los dañaban y apenas extraían sonido. Una característica singular de estos discos que los hacía fácilmente reconocibles era su excepcional grosor de 6 mm (1/4 de pulgada), motivado por la necesidad de disponer de un soporte suficientemente rígido propia del sistema de grabación vertical de los surcos.

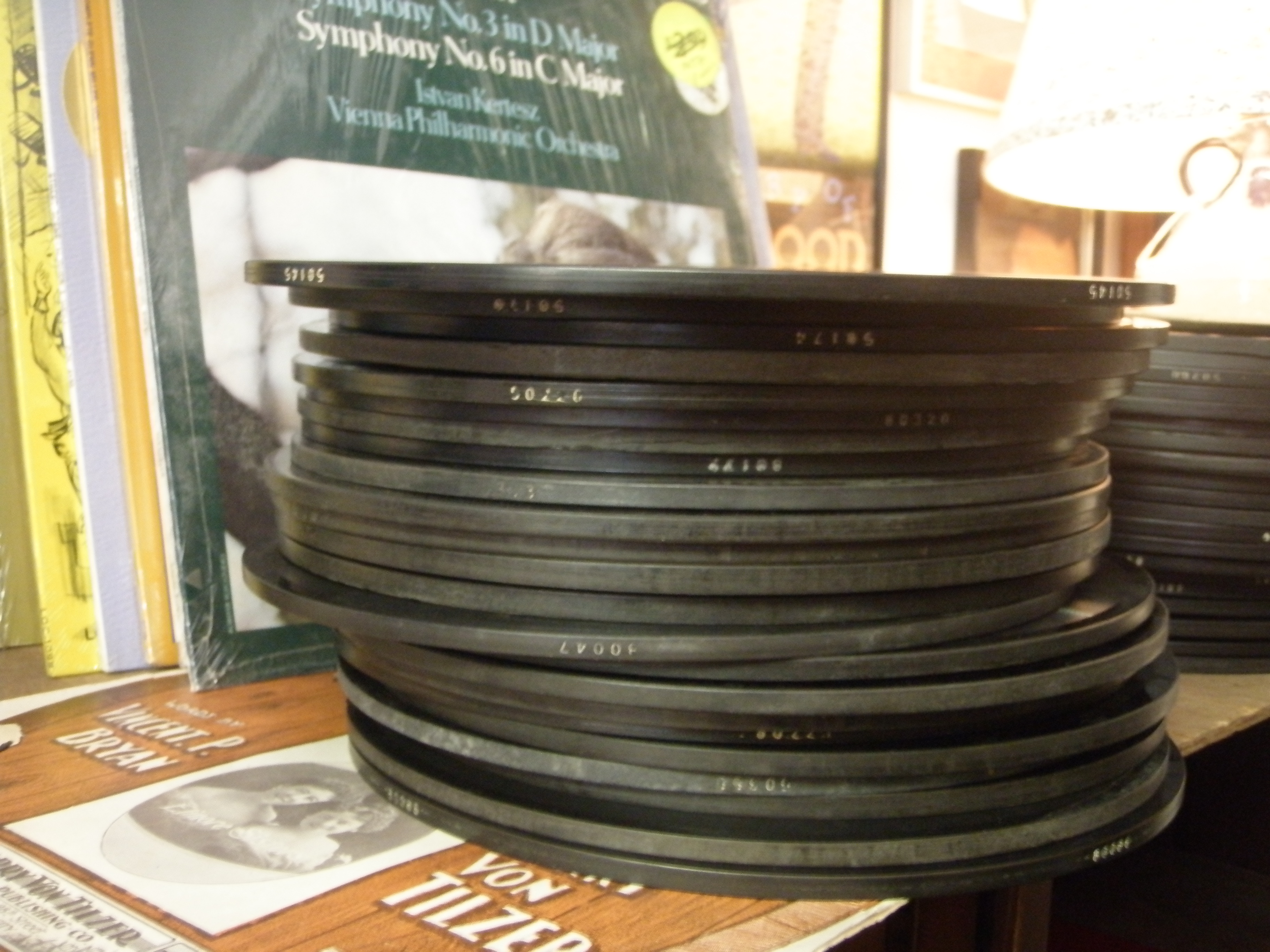
Imagen de unos discos Diamond apilados, en la que se aprecia su gran grosor y el número de referencia estampado en el costado

Edison había fabricado anteriormente únicamente cilindros de fonógrafo, pero decidió agregar un formato de disco a su línea de productos debido a la participación en el mercado cada vez más dominante de los discos de goma laca (más tarde denominados 78 debido a su velocidad de giro en revoluciones por minuto) fabricados por competidores como la Victor Talking Machine Company. Victor y la mayoría de los demás fabricantes utilizaban un sistema que grababa y reproducía el sonido mediante un movimiento lateral o de lado a lado de la aguja en el surco de grabación (conocido como grabación lateral), mientras que en el sistema de Edison el movimiento era hacia arriba y hacia abajo, utilizándose el procedimiento conocido como grabación vertical tal y como se empleaba en la grabación de los cilindros. Un fonógrafo para los discos de Edison se distingue porque el diafragma del reproductor es paralelo a la superficie del disco. En cambio, el diafragma de un reproductor utilizado para reproducir discos grabados lateralmente es perpendicular a la superficie.
A finales del verano y principios del otoño de 1929, Edison también produjo brevemente una serie de discos delgados de alta calidad para su uso en tocadiscos estándar, grabados lateralmente y utilizando un sistema electromecánico.

## Antecedentes históricos

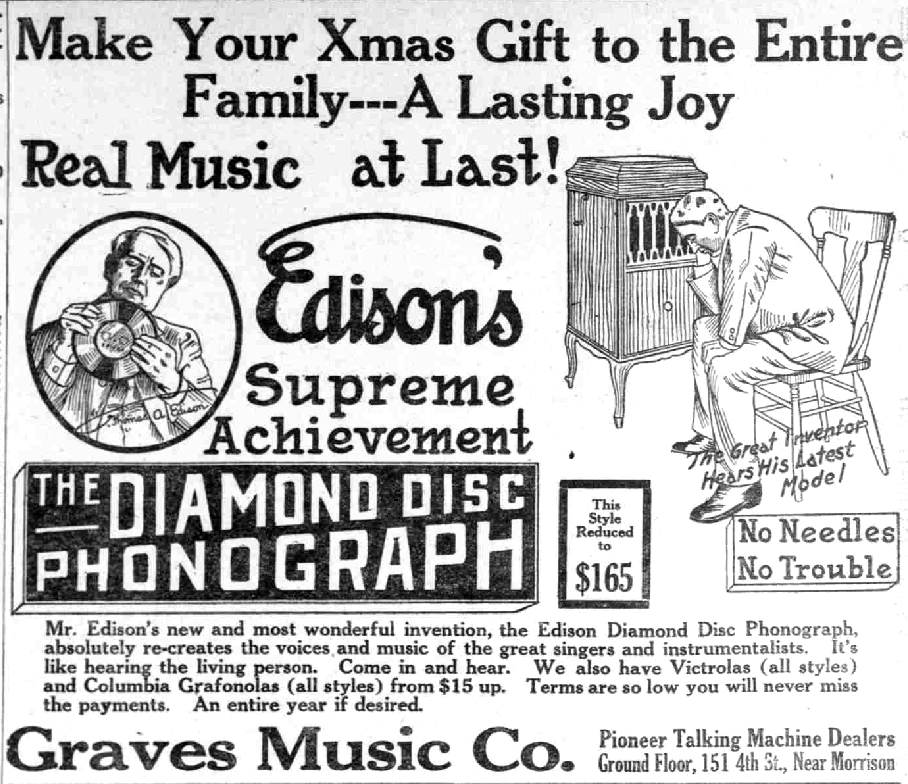
Anuncio del producto en un periódico (1915)

La industria discográfica comenzó en 1889 con una producción a muy pequeña escala de cilindros de cera grabados profesionalmente. Los primeros fonógrafos se consideraron máquinas sorprendentes, capaces de atraer la curiosidad del público. Este hecho propició que para explotar económicamente el nuevo invento, se idearan costosas máquinas tragaperras impulsadas por motores eléctricos alimentados por baterías de ácido crómico, que colocadas en salas de juego, bares y otros lugares públicos, permitían escuchar un corte musical a cambio de unos pocos centavos. Muy pronto, la clientela aumentó con algunas personas adineradas que podían adquirir juguetes caros, y a finales de la década de 1890 ya se disponía de fonógrafos relativamente económicos accionados por motores de cuerda, que se convirtieron en un accesorio presente en muchos hogares de clase media. La industria discográfica floreció, al mismo tiempo que la empresa Berliner Gramophone comercializaba sus primitivos primeros discos planos, que eran más simples y más baratos de fabricar, menos voluminosos de almacenar, mucho menos frágiles y podían sonar más fuerte que los cilindros de cera contemporáneos, aunque tenían una calidad de sonido notablemente inferior. Su calidad pronto mejoró enormemente, y aproximadamente en 1910 el cilindro estaba perdiendo claramente esta guerra de formatos. En 1912, Thomas Alva Edison, que anteriormente solo había fabricado cilindros, decidió incorporarse al mercado de discos con su propio sistema denominado Diamond Disc Phonograph, que era incompatible con los reproductores y los discos de los demás fabricantes.

## Características inusuales
Al igual que en los cilindros, el sonido en el surco de un disco Diamond se registraba por el método de grabación vertical, utilizando variaciones en la profundidad del corte del surco. En ese momento, con la notable excepción de Pathé Records, que usaba otro formato incompatible, el surco de un disco era normalmente de profundidad constante y se modulaba lateralmente, de lado a lado. El formato vertical exigía una superficie perfectamente plana para obtener los mejores resultados, por lo que Edison fabricaba sus discos con casi un cuarto de pulgada (6 mm) de grosor. Consistían en una fina capa de una resina fenólica (prácticamente idéntica a la baquelita) colocada sobre un núcleo de serrín comprimido (más adelante también caolinita). Todo el conjunto estaba aglutinado con cola y se teñía incorporando negro de humo a la mezcla. Con muy raras excepciones, todos tenían alrededor de diez pulgadas de diámetro, pero usaban un paso de surco más fino (150 ranuras por pulgada o "TPI" en inglés), por lo que ofrecían una mayor duración del tiempo de reproducción que los discos grabados lateralmente de diez pulgadas, alcanzando hasta 4,5 minutos por cara.
Entre sus ventajas sobre la competencia, los discos de Edison se reproducían con una aguja de punta de diamante cónica de duración prácticamente ilimitada, mientras que los discos de corte lateral se tocaban con agujas de acero (diez unidades costaban un centavo) concebidas para ser reemplazadas después de cada reproducción. Un mecanismo de tornillo sin fin desplazaba gradualmente con gran precisión hacia el centro del disco el cabezal que sujetaba la aguja, evitando así el desgaste de las paredes del surco asociado al arrastre tangencial de la cabeza lectora propio del sistema de grabación lateral. Este diseño fue una respuesta a una patente de la Victor Talking Machine Company, en la que se establecía que el surco en sí era lo que impulsaba la cabeza lectora a través de la superficie del disco al ser recorrido por la aguja. La velocidad de reproducción de los discos Diamond se fijó en exactamente 80 revoluciones por minuto, en un momento en que las velocidades de grabación de otros fabricantes no se habían estandarizado y podían ser tan lentas como 70 rpm o incluso más rápidas que 80 rpm, pero normalmente se usaban valores en el entorno de las 76 rpm, dejando que los usuarios se preocupasen de ajustar la velocidad de reproducción de cada registro hasta que sonara bien. En cualquier caso, el sistema de los discos Diamond llegó a producir el sonido más nítido y "actual" que cualquier otra tecnología de grabación de discos no electrónica.
Aunque las Victrolas de la compañía Victor y otros tocadiscos similares no podían reproducir los discos de Edison (en el mejor de los casos, solo se escucharía un sonido muy débil, mientras que la aguja de acero dañaba seriamente el surco), y a su vez los fonógrafos de Edison no podían reproducir los discos de Victor u otros discos de corte lateral; algunos proveedores externos crearon adaptadores, como el adaptador Kent, para vencer esta incompatibilidad, pero generalmente obteniendo una calidad de sonido inferior a la óptima. El Brunswick Ultona, el Sonora y el costoso fonógrafo "Duo-Vox" fabricado por el fabricante de pianos Bush and Lane eran las únicas máquinas que no eran de Edison que venían de fábrica equipadas para reproducir los discos Diamond, siendo capaces además de reproducir los discos de Victor y otros similares, así como el formato de colina y valle específico de la aguja con punta esférica de zafiro desarrollada por la empresa francesa Pathé, que usaba una ranura vertical que tenía forma de U en sección transversal. Edison desaconsejó todas estas alternativas, advirtiendo en algunas de las carátulas de sus discos que: "Esta recreación no debe reproducirse en ningún instrumento excepto en el fonógrafo de discos Edison Diamond y en el reproductor de discos Edison Diamond, y declinamos la responsabilidad por cualquier daño que pueda ocurrir si se ignora esta advertencia". Este aviso tenía una razón contundente, puesto que las ranuras del disco Diamond eran demasiado estrechas y frágiles para no dañarse en el caso de que hubiera que arrastrar la cabeza lectora a través del disco como se hacía con los discos de grabación lateral. El preciso sistema mecánico de desplazamiento del cabezal "flotante" en los gramófonos de Edison evitaba este problema en sus discos.

## Auge y declive

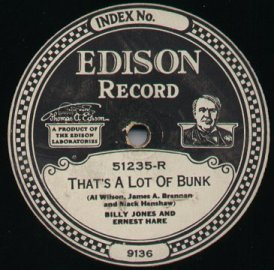
Etiqueta de un "Diamond Disc" de Edison Records editado a comienzos de los años 1920, con la canción the Happiness Boys interpretada por Billy Jones y Ernest Hare

Los discos Edison disfrutaron de su mayor éxito comercial desde mediados de la década de 1910 hasta principios de la de 1920, con un pico de ventas en 1920. Aunque podría decirse que tenían una mejor fidelidad de audio, eran más caros e incompatibles con los productos de otros fabricantes y finalmente fracasaron en el mercado. No menos importante entre los factores que contribuyeron al declive de sus discos sería la insistencia de Thomas Edison en imponer sus propios gustos musicales en el catálogo, que cada vez se fueron alejando más de las preferencias de la mayoría del público comprador de discos a medida que avanzaba la edad del Jazz de la década de 1920. No fue hasta mediados de la década que cedió a regañadientes el control a sus hijos.
En 1926, se hizo un intento de revivir el interés en los discos de Edison mediante la introducción de un disco Diamond de larga duración que todavía giraba a 80 rpm, pero que triplicaba su densidad a 450 surcos por pulgada utilizando un surco ultrafino, con el que se lograba un tiempo de reproducción de 24 minutos en un disco de 10 pulgadas (12 minutos en cada cara) y 40 minutos por disco de 12 pulgadas (que serían los únicos discos Diamond de 12 pulgadas que se vendieron al público). Se necesitaba utilizar un reproductor especial o un mecanismo de tornillo de alimentación modificado para reproducirlos. La elevada densidad de los surcos generó problemas de saltos entre surcos por la ruptura de las paredes, y supuso una reducción del volumen sonoro obtenido (alrededor del 40% del de los discos Diamond normales). Además, se planificó inadecuadamente su comercialización, al lanzarse un número limitado de discos, de forma que solo llegaron a producirse 14 discos diferentes del formato Edison Long Play antes de que se suspendieran.
En agosto de 1927 Edison comenzó a usar la grabación eléctrica, convirtiéndose en la última gran compañía discográfica en adoptarla, más de dos años después de que Victor Records, Columbia Records y Brunswick Records hubieran abandonado la grabación acústica. Las ventas continuaron cayendo, y aunque los distribuidores de los Discos Edison Diamond tuvieron existencias disponibles hasta que la compañía dejó el negocio discográfico a fines de octubre de 1929, los últimos másteres grabados verticalmente se registraron a principios del verano de ese año. Se había redirigido la prioridad a la introducción de una nueva línea de discos de goma laca grabados lateralmente, denominados "Tipo Aguja", compatibles con los tocadiscos ordinarios. Aunque su calidad de audio era excelente, esta concesión a la realidad comercial llegó demasiado tarde para evitar la desaparición de la División de Fonógrafos y Registros de Edison tan solo un día antes del "crac" financiero de 1929.